# Can't Get By Without You
Can't Get By Without You is een lied van de Britse soulgroep The Real Thing, geschreven door Ken Gold (tevens producer) en Mickey Denne. Het werd op 27 augustus 1976 uitgebracht door Pye (7N 45618) als opvolger van hun doorbraakhit You to Me Are Everything. Op de B-kant stond (He's Just A) Moneymaker, een eigen compositie van Chris en Eddie Amoo.

## Achtergrond
Het lied ligt in het verlengde van zijn voorganger en kwam in de week van 9 oktober 1976 tot de tweede plaats in de Britse top 40. Alleen ABBA's Dancing Queen weerhield de groep van een tweede opeenvolgende nr.1-hit doordat het een week later naar nr. 3 zakte. In de Verenigde Staten maakte Can't Get By Without You weinig indruk.
In 1986 werd een remixversie van Can't Get By Without You (The Second Decade Remix) uitgebracht op het PRT-label, met als B-kant She's a Groovy Freak, een single uit 1980.